# 徳本政敬
徳本 政敬（とくもと まさのり、1973年6月22日 - ）は、三重県熊野市出身の元プロ野球選手（内野手）。右投右打。
1991年のプロ野球ドラフト会議で広島東洋カープから2位指名を受けて入団し、1992年から1997年までは広島で、1998年はオリックス・ブルーウェーブでそれぞれプレーしたが、一軍公式戦への出場を果たせないまま現役を引退した。

## 経歴

### プロ入り前
熊野市大泊町出身。幼少期から大柄で、市立泊小学校、木本中学校を経て木本高校に進学した。小学校ではソフトボール、中学校では軟式野球に熱中し、中学時代は県大会で準優勝に貢献した。また小学校3年生の時には「今楽しいこと」という課題の作文で「球を遠くまで飛ばすこと」と書いていた。
木本高校時代は甲子園出場を果たすことはできなかったが、2年生の春からレギュラーに定着し、3年生までの2年間で通算114試合出場、319打数、120安打、打率.376、39本塁打、109打点、四死球35、盗塁36を記録した。安打8本のうち1本が本塁打という割合で、超高校級スラッガーとして、中央球界から注目されていた。また、飛距離130 mの大本塁打も放っている。
1年生だった1989年夏の三重県大会ではベンチ入りを果たし、パンチ力抜群の大型新人として取り上げられていた。2年生だった1990年夏の三重県大会では3番打者を打った。同年秋には選手18人で三重県大会ベスト4入りを果たし、明治神宮大会に出場。同大会では2本塁打を放ち、チームは決勝戦で国士舘高校に敗れたものの準優勝を果たした。3年生だった1991年5月の第38回春季東海地区高校野球三重県大会予選の準決勝では、井手元健一朗を擁する四日市工業高校相手に14対4で5回コールド負けした。同年夏の三重大会では4番打者を打ち、監督の松崎敏祐が「監督就任15年目で最強のチーム」と自負したチームで「黒潮打線」の中心を担っていたが、3回戦で三重高校に6対9で逆転負けした。本来は三塁手だが、同大会ではチーム事情から遊撃手、1991年春には二塁手としてそれぞれプレーしていた。
3年時の主将だった橋屋順二は、同期の徳本が高校時代に飛躍したことから「高校3年間で生徒たちは大きく成長する」という考えを持つようになり、2022年時点でも木本高校野球部の指導を行っている。

### プロ選手時代

#### 広島からドラフト2位指名
1991年度のプロ野球ドラフト会議前には身長188 cm、体重90 kg、胸囲104 cmの大型内野手として、全国的に注目されていた。また当時ドラフト候補だった内野手で長距離打者の素質を持つ打者は少ないとされていたことから、東海地区の高校生としては愛工大名電高校の鈴木一朗こと後のイチロー（オリックス・ブルーウェーブから4位指名）や井手元（中日ドラゴンズから5位指名）らを差し置いて最も注目されており、横浜大洋ホエールズ以外のNPB 11球団が徳本に接触していた。本人は好きな球団としてヤクルトスワローズと西武ライオンズを挙げていたが、「ドラフトで名前を挙げてもらえるだけで十分」とコメントしており、2位指名が有力視されていた。西武は徳本を1位指名候補として検討しており、管理部長の根本陸夫は交渉権獲得を逃した際に無念さを見せていたという。また若田部健一（駒澤大学）を1位指名する方針を決めていた広島東洋カープも、その交渉権獲得に失敗した場合には町田公二郎（専修大学）を外れ1位として指名する方針だったが、町田が外れ1位で残っていなかった場合は徳本を指名することも検討していた。
そして迎えたドラフト会議当日、広島は若田部を1位指名したが、西武や福岡ダイエーホークス、読売ジャイアンツ（巨人）との4球団競合の末、ダイエーが交渉権を獲得したため、外れ1位として町田を単独指名した。徳本は西武と広島の2球団からそれぞれ2位指名を受け、抽選の結果広島が交渉権を獲得、同年12月6日に契約金5,000万円・年俸500万円（金額はいずれも推定）という条件で広島と仮契約した。契約条件は当時、広島の高卒選手としては史上最高額だった。木本高校出身のプロ野球選手は、岩本進・高見昌宏に次いで3人目だった。ドラフト同期には1位の町田、4位の金本知憲（東北福祉大学）がいた。同年の広島は通算6回目のセントラル・リーグ優勝こそ達成したものの、チーム本塁打は88本、チーム打率も.254と打撃成績が大きく低迷しており、野手の補強が急務になっていたことから、町田・徳本・金本と長打力のある野手を複数指名していた。担当スカウトは龍憲一で、当時の広島には山本浩二（当時の監督）や衣笠祥雄が引退して以来、クリーンアップを打てる右打者が不在だったことから、龍は徳本に大きな期待を寄せており、徳本は「ポスト山本浩二」とも呼ばれていた。また本人も当面の目標として一軍入りを掲げ、高校時代に対戦した井手元とプロでも勝負したいという抱負を語っていた。背番号は46。

#### 広島時代
1992年から1997年まで6シーズンにわたり広島でプレーした。

##### 1992年
プロ1年目である1992年春のキャンプは、一軍が1次キャンプを沖縄で、二軍が日南でそれぞれ開催し、後に一軍が日南に合流するという形だったが、徳本は町田や金本とともに一軍メンバーに振り分けられた。高卒新人選手が最初の春季キャンプで一軍入りすることは異例で、このように広島の高卒野手が新人年のキャンプで一軍入りした事例は徳本以降、27年後の2019年に入団した小園海斗までなかった。このキャンプでは1位の町田以上に注目されており、紅白戦にも出場して紀藤真琴から本塁打を放っていた。
同シーズンは一軍（セントラル・リーグ）公式戦への出場機会はなく、二軍（ウエスタン・リーグ）でのみプレーした。5月21日の対中日ドラゴンズ戦（広島市民球場）で、同期の町田とともに初本塁打を記録、6月9日の対福岡ダイエーホークス戦（平和台野球場）で2号本塁打を打つが、その後は伸び悩み、8月16日時点で28試合に出場して50打数7安打、打率.140という成績であった。当時は町田や江藤智に続く長距離砲として期待されながら、二軍打撃コーチの内田順三からは「すべてにスピード不足」と評されていたが、経験を積ませるため出場機会を与えられ続けていた。同シーズンの最終的な成績は、50試合に出場して134打席、122打数、12得点、23安打、打率.189、5本塁打、13打点、0盗塁、8四球、3死球、39三振、14失策で、三塁手の守備に就いた試合数41はチーム最多だった。同年10月2日のファーム神勝寺キャンプ中、紅白戦で三塁手の守備に就いていたところ、打球を鼻に受けて骨折、そのスローイングを見ていた監督の山本はコーチの高代延博に徳本のスローイング矯正を指示しており、高代も下半身強化の必要性を指摘していた。またこの骨折により、黒潮リーグにも参加できなかった。秋季練習2日目の同月19日には、大野町のカープ屋内練習場から近くの小山までのマラソン中に道に迷い「失踪」騒ぎを起こしたが、翌11月の日南秋季キャンプでは最強化選手に指名され、チーフ兼打撃コーチの水谷実雄が打撃・守備ともに英才教育を施した上で、翌1993年には一軍で抜擢するということが内定していた。広島は当時、三塁手として徳本と江藤智を競争させることでナインへの刺激を与えようという構想を有していた。

##### 1993年 - 1995年
1993年も前年と同じく春季キャンプを一軍スタートで迎えたが、同年も一軍出場機会はなかった。ウ・リーグでは60試合に出場して155打数30安打（5二塁打）、打率.194、4本塁打、17打点、2盗塁、11四死球、39三振の成績で、正三塁手に定着したものの、2年続けて打率1割台に終わった。本人曰く、プロ1、2年目は練習をきついと思いながらも必死について行ったが、それ以降は惰性で野球をやってしまっていたという。
1994年は二軍監督の安仁屋宗八から「結果はどうであれ、四番で押し通す」と期待を受けて一塁手のレギュラーとして起用され、本人も6月に一軍に昇格したいと意欲を見せていた。同年はウ・リーグで59試合に出場し、うち一塁手として25試合、三塁手として31試合守備に就いた。打撃成績は174打数24安打（7二塁打・1三塁打）、打率.138、2本塁打、11打点、3盗塁、7四死球、53三振だった。
入団4年目の1995年にはウ・リーグで72試合に出場して規定打席に到達、230打数45安打（7二塁打・3三塁打）、打率.196（規定打席到達者数中25位）、13本塁打、43打点、2盗塁、31四死球、60三振の成績を残し、中村良二（近鉄バファローズ）とともにウ・リーグの本塁打王を獲得した。また本塁打・打点ともにチーム最多を記録した。対チーム別で見ると阪神タイガース戦やオリックス・ブルーウェーブ戦ではそれぞれ打率2割台を記録していたが、中日・近鉄・ダイエーとのカードでは打率1割台で、バランスよく打てていない点が一軍昇格への課題とされていた。このころ、二軍では左の浅井樹と並ぶ長距離砲と呼ばれていた。

##### 1996年 - 1997年
1996年は確実性を求め、ウ・リーグで72試合に出場して216打数60安打（11二塁打・1三塁打）、打率.278、8本塁打、38打点、0盗塁、17四死球、53三振の成績を残した。打率は.278とまずまずの成果を残し、特に対中日・オリックス戦では打率3割を記録したが、本塁打数は前年より半減した。守備面では外野手として58試合、一塁手として9試合、三塁手として1試合にそれぞれ出場した。
1997年は一軍昇格まで禁酒し、技術面に重点を置いてレベルアップしようと目論み、春季キャンプでは苦手としていた変化球を克服するため、1日1000スイングの振り込みをしていた。当時も打球の飛距離は一軍でもトップクラスで、球団関係者は春季キャンプ地だった日南市天福球場の左翼後方を通行する車や人に徳本の打球が当たらないか心配していたという。同年はウ・リーグで77試合に出場して205打数、22得点、36安打（8二塁打・0三塁打）、打率.176、5本塁打、59塁打、22打点、4盗塁、1盗塁死、5犠打、3犠飛、21四球、5死球、53三振、1併殺打の成績だった。課題とされた攻守の粗さが克服できなかったことから一軍出場を果たせず、同年10月1日に広島から戦力外通告を受け、同年12月2日付で自由契約選手となった。
その後、阪神タイガースの秋季キャンプで入団テストを受験。また同時に広島から戦力外通告を受けた千代丸祥士とともにオリックス・ブルーウェーブの秋季キャンプでも入団テストを受験し、同年11月19日にはオリックスへの入団が発表された。

#### オリックス時代
翌1998年はオリックスの二軍（ウ・リーグ）で40試合に出場し、打撃成績は45打数、2得点、2安打（1二塁打・0三塁打）、打率.044、0本塁打、3塁打、2打点、0盗塁、0盗塁死、0犠打、0犠飛、4四球、1死球、13三振、2併殺打だった。同年は内野手登録ながら、ほとんど外野手としての出場だったという。オリックスでも一軍（パシフィック・リーグ）公式戦への出場は果たせず、同年9月24日にオリックスから戦力外通告を受けた。同年12月2日付で自由契約選手として公示され、プロ入り後1試合も一軍出場を果たせないまま同年限りで現役を引退した。
同年オフには中日ドラゴンズが浜松で開催した秋季キャンプで入団テストを受験したが、不合格となった。

### 引退後
引退前は焼き鳥屋の主人になる夢を語っていたが、引退当時の1998年は不景気だったことに加え、事業資金も必要だったため、翌1999年春の資格取得を目指して兵庫県神戸市内の整体師学校を受験することを決めたと報じられた。一方で会社員になると報じた新聞もある。
その後は地元の熊野市に帰り、整体師を目指した時期もあったが、2001年5月に大泊町の自宅の倉庫を改造して韓国料理店「KAN」を開店した。店を開いた動機は、子供のころに自宅で母が開いていた料理教室に集まった主婦らの笑い声と、その味を思い出したからだという。また2004年2月からは小学生を対象にした硬式野球教室のコーチを始めていた。
2014年時点では防犯パトロールボランティア「子ども見守り隊」御浜支部の隊員として活動している。

## 選手としての特徴・人物
高校時代はその長打力に加え、大柄ながら守備面も器用であり、小柄な選手にも劣らない俊敏さを有することも評価されていた。また勝負強さもあると評されていた。
プロ入り当初は、目標とする選手に西武の秋山幸二を挙げ、将来の夢は名球会入りであると語っていた。また当時の監督である山本浩二からは、当時西武で活躍していた清原和博に近いタイプであると評されていた。一方で太田幸司からは、打球の飛距離は秀でているものの、打撃フォームが「ドアスイング」になることが多く、その矯正が課題であると評されていた。
実家は造園・建設業を営んでおり、3人兄弟の末っ子だった。長兄である徳本春敬（あつのり）も弟・政敬と同じく身長185 cm、体重91 kgと恵まれた体格の持ち主で、政敬と同じ地元の木本中学校・木本高校を経て、スポーツ特待生として愛知学院大学に進学した。春敬は俊足・強肩・強打の外野手として大学でも注目されており、代打や守備固めで起用される機会が多く、1992年春まではベンチ入りしていたが、故障に泣かされ、一度はプロを断念した。その後、社会人野球チームである西濃運輸のセレクションを受けて入社が決まりかけた時期もあったが、母国である韓国のプロ野球でプレーすることを希望したことや、その韓国のプロチームである三星ライオンズから勧誘を受けたことから、1992年10月には大邱市民運動場野球場で開催されていた三星の秋季練習に参加して入団テストを受験、同月末に三星と契約した。契約金は2,000万韓国ウォンで、登録名は姜 春敬（강춘경）だった。サムスン入団後、春敬は土井正博の指導を受けつつ、将来は日本に戻って弟と対決することを目標にしていたが、芳しい成績を残すことができず1994年限りで退団している。

## 詳細情報

### 年度別打撃成績
- 一軍公式戦出場なし[12]

### 背番号
- 46 （1992年 - 1997年）[1][4][5][6][8][7]
- 65 （1998年）[9][3]